# 有馬-高槻断層帯
有馬-高槻断層帯（ありま-たかつきだんそうたい、英語: Arima-Takatsuki fault zone）とは、北摂山系と六甲山地・大阪平野の境界部にて東西方向に延びる活断層帯である。有馬-高槻構造線（ありま-たかつきこうぞうせん）とも。西は神戸市北区の有馬温泉西方（六甲山地北側）から、東は大阪府高槻市内まで約55 km の長さがある。地震調査研究推進本部が評価している「主要活断層帯」の一つ。

## 概要
大阪平野の北縁に沿って東北東-西南西方向に崖地形がいくつも続き、北側の主に中生代の岩石からなる北摂山地と、南側の地下に花崗岩が存在する平野部で構造的な境界をなしている。この境界を古くからの断層活動の結果と考えた藤田和夫らは「有馬-高槻構造線」と命名した。
有馬-高槻断層帯は、東側から真上断層、安威断層、坊島断層、如意谷断層、箕面断層、五月丘断層、石澄滝断層、花屋敷低地帯北縁断層、花屋敷低地帯南縁断層、清荒神断層が断続的に配列、あるいは並行した断層群から成り、それらの南側には野畑断層、昆陽池断層、伊丹断層が配列し広義には南側の3断層も含まれる。

## 地震活動
過去3000年間で3回活動したとされる。1596年に発生した慶長伏見地震（M 7.5）では震源断層として、当断層帯や六甲・淡路島断層帯の一部が動いたとみられている。

### 活動歴の調査
1995年の兵庫県南部地震を期に設置された地震調査研究推進本部を中心として、全国の主要な活断層の調査が行われることになった。初年度の1995年には野島断層などの他、その北東延長線上の有馬-高槻断層帯が調査の対象となった。担当となった寒川旭らは、花屋敷低地帯北縁断層・坊島断層・真上断層・安威断層を発掘するトレンチ調査を行った。
その結果、川西市の花屋敷低地帯北縁断層では北東-南西方向の引張力による地面の引き裂きを伴う右横ずれ活動の痕跡が発見された。これは安土桃山時代の土師皿を含む地層を引き裂き、その上部は江戸時代の陶磁器片を含む耕作土に覆われていたため、この活動の痕跡の年代は安土桃山時代から江戸時代に移行する短い期間内に絞られ、該当する大地震は慶長伏見地震となる。
また、箕面市の坊島断層でも畦道が3mほど右横ずれに食い違っている地点があり、鎌倉時代から室町時代に使われた瓦器片を上部に、さらに最上部に安土桃山時代と思われる瀬戸焼片を含む変位した地層を、江戸時代の土釜の一部を含む地層が覆い、この活動も慶長伏見地震の可能性が高いとされた。
さらに、東方の茨木市と高槻市にかけて並行する真上断層、安威断層の調査でも、真上断層は室町時代から江戸時代の間、安威断層では鎌倉時代以降の活動の痕跡が発見された。安威断層の西端は耳原遺跡を横切り、この遺跡の発掘調査から慶長伏見地震の一つ前の活動の痕跡も発見され、その放射性炭素年代測定から約2800-3000年前と推定された。
加えて、有馬-高槻断層帯よりはるか南西側に位置する淡路島東海岸に沿う東浦断層、野田尾断層で発見された痕跡も慶長伏見地震の発生時期に対応していた。

### 今後の発生予測
地震調査研究推進本部は、この断層帯で2018年1月1日から30年以内にマグニチュード (M) 7.5程度の地震が起きる確率を「ほぼ0〜0.03%」と計算していた（同年4月時点）。その後、同年6月18日には大阪府北部地震（Mj 6.1）が発生しているが、震源が近いことから当断層帯との関連が指摘されている。

## 断層と温泉
本断層帯の西端に位置する有馬温泉の湯は塩分濃度が高く、沈みこんだフィリピン海プレートのスラブの脱水に起源があるとされる。この熱水はマグマの活動とは無関係に、有馬-高槻構造線沿いの主に花崗岩からなる大規模変質帯を通って地表まで上昇していると考えられている。すなわち温泉水は、断層帯にある地下深くまで続く岩盤の傷から湧きだしていると考えられている。
慶長伏見地震後には温泉の湯温が上昇し熱湯となって入浴が不可能となったため、豊臣秀吉は温泉の修復と整備を命じた。しかし、25年後に林羅山が温泉を訪れた時も熱く卵がゆだる程であったという。